# Francisco Macedo
Francisco Macedo è un comune del Brasile nello Stato del Piauí, parte della mesoregione del Sudeste Piauiense e della microregione dell'Alto Médio Canindé.